# メガトロン (エンジンメーカー)
メガトロン（Megatron）は、1987年から1988年の間、ハイニー・マーダー率いるスイスのエンジンチューナーのハイニー・マーダー・レーシング・コンポーネンツから供給されたF1用エンジン。最高成績は1988年イタリアグランプリで記録した3位。

## 歴史

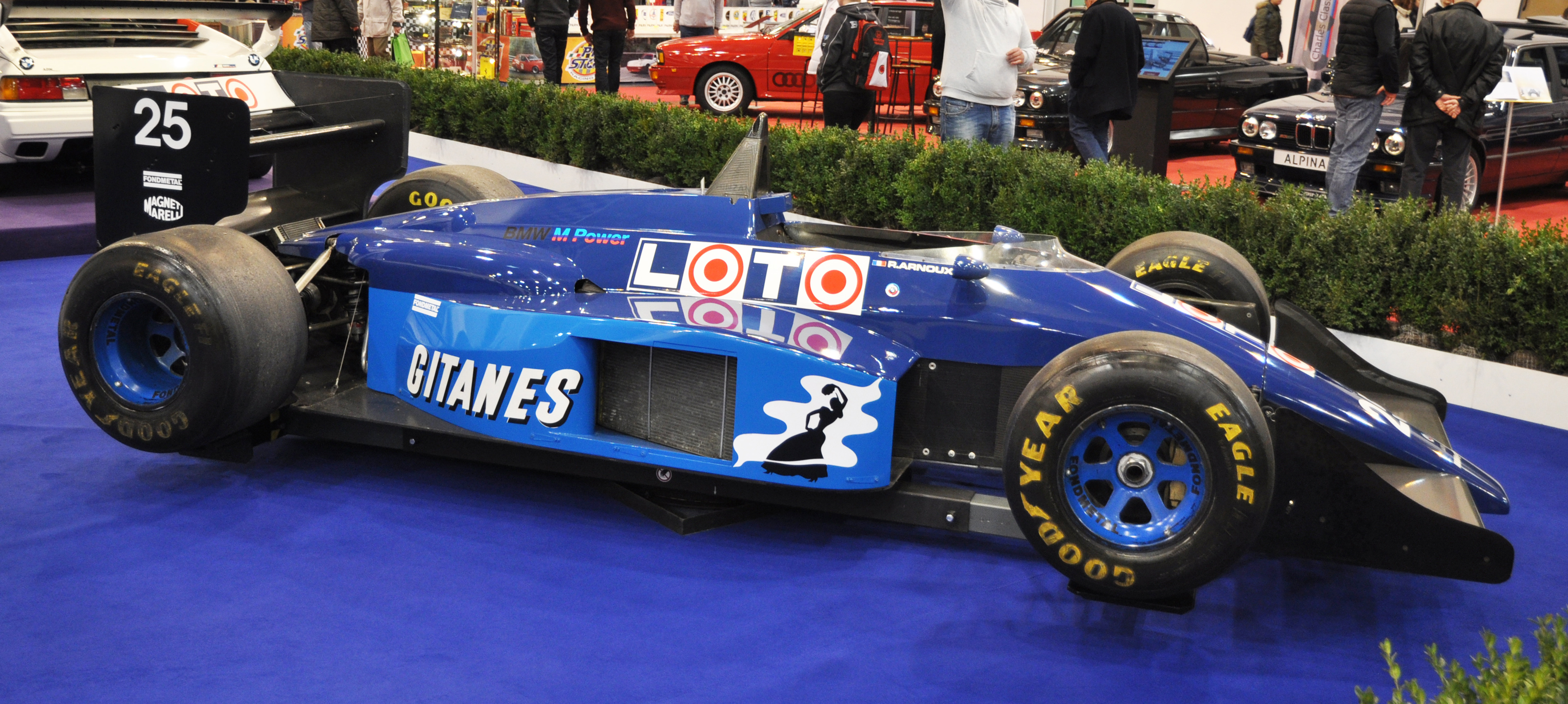
リジェJS29

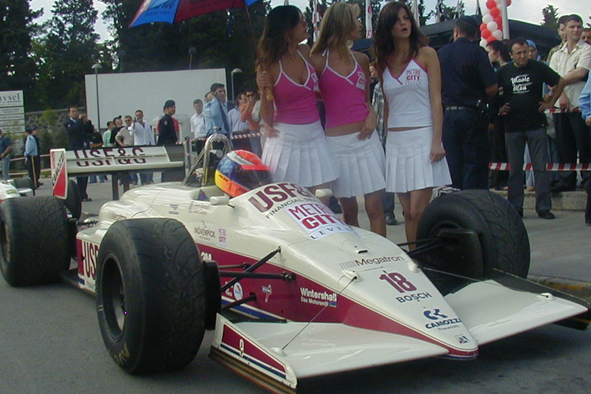
アロウズA10

メガトロンのエンジンは1987年よりF1チーム、アロウズとリジェに供給された。1500ccの直4ターボエンジンは、BMW M12/13を改良し、「メガトロン」のバッジネームをつけたもので、1986年をもってBMWとのエンジン供給契約が終了となったアロウズが、チームのタイトルスポンサーであるアメリカ企業「USF&G」に、BMWエンジンに関する契約を完全に買い取ってもらったものである。こうしてメガトロンはUSF&Gのトップであるジョン・J・シュミットにより設立され、エンジンそのものはBMWを基にしてスイスのハイニー・マーダーの手に完全に任されメンテナンスされる体制を作った。元となったBMWはこの年よりアロウズ（メガトロン）には一切関わっておらず、契約を残していたブラバムへ供給されるエンジンにのみ関わった。
こうしたメガトロンの設立経緯は、当初からアロウズへのエンジン供給のみを考慮したプロジェクトだったが、1987年シーズン開幕直前にフランスのリジェのドライバー、ルネ・アルヌーがエンジン性能や供給姿勢に不満を公言したため（ただし諸説あり）、リジェはアルファロメオから契約を破棄された。エンジンを失い参戦不可能になったリジェは開幕戦を欠場するが、第2戦までの長いインターバル期間にリジェ・JS29にメガトロン・エンジンを搭載して復帰することが発表された。

## 1987シーズン
1987年はメガトロン・エンジンのトラブル発生は多く、アロウズ・A10ではデレック・ワーウィックが5回、エディ・チーバーも5回エンジン（ターボ含む）トラブルでレースを失った。これは当初はアロウズのみが使うことになっていたメガトロン・ターボが、シーズン開幕後に急遽リジェにも供給されることになったことで、チューンを担当するハイニ・マーダー（多数の自然吸気DFZエンジンのチューンも担当していた）のマンパワーを越えてしまったことも要因であった。
シーズン通算でアロウズ・A10は11ポイントを獲得し、コンストラクターズ・ランキング7位となった。ワーウィックが3ポイント、チーバーが8ポイントを挙げた。リジェでのポイント獲得は、アルヌーによるベルギーGPでの5位入賞1回、2ポイントのみであった。リジェのもう1台に乗ったピエルカルロ・ギンザーニはポイントを獲得できなかった。

## 1988シーズン
1988年に供給チームはアロウズのみとなった（リジェがエンジンをジャッドの自然吸気エンジンに変更したため）。この年のF1は翌年から自然吸気エンジンのみが参戦可能となるレギュレーション変更を控えており、多くのチームがターボエンジン禁止に備えて3.5リッター自然吸気エンジンを搭載し、ターボ勢は数を減らしていた。その中でアロウズはターボエンジンへの規制強化により過給圧が2.5バールと制限が強められたメガトロン・ターボを積むA10Bで参戦した。
こうしてターボエンジン車と自然吸気搭載車の混走シーズンとなっていたが、ストレートスピードではまだターボ車が優勢な状況にあった。しかし自然吸気勢は燃料の搭載量に制限がなく、ターボ勢は制限がより厳しくされていたため、アロウズ・メガトロンは第2戦の開催地だったイモラや、第11戦スパ・フランコルシャンのような燃費に厳しいコースで苦しみ、最強エンジンとされたホンダ・V6ターボのような燃費に自信を持つターボエンジンとの性能差を痛感することとなった。
燃費を気にしなくても良いコースではターボ・パワーの有効性が活かされ、第4戦メキシコGPではワーウイックとチーバーがマクラーレン・ホンダの2台とフェラーリの2台に次ぐ位置で5-6位争いを繰り広げ、0.4秒の微差で決着するダブル入賞と好走した。第12戦イタリアGPでは初日から抜群の最高速を出す好調さで、同年15勝を挙げ席巻したマクラーレン・ホンダより速い最高速を全セッションで記録しパドックの話題をさらった。予選結果でもマクラーレン・ホンダ、フェラーリに次ぎ3列目グリッドをメガトロン搭載の2台で確保し、ワーウィックは同シーズンのF1最高記録となる315.49km/hのトップスピードを残した。これは前年ルーツとなっているBMW・ターボを搭載したベネトン・B186でも発揮されていた伝統的なストレートパワーの継承であった。乗車していたワーウィックは「ちょうど前車のスリップストリームを完璧に使えるタイミングになっていて、どこまで行ってしまうのかと思うくらい伸びた。最高のラップだった。」とメガトロンが発生させたそのスピードを証言している。その速さを後ろから見ていたというフェラーリのミケーレ・アルボレートは「今回のアロウズには簡単に抜かれてしまったけど、あのメガトロンのエンジンが本当に2.5バールだったらかなり意外だ!」とのジョークでその速さを称賛した。このイタリアグランプリでは決勝レースでもチーバーが3位となり表彰台を獲得、ワーウィックも4位とメガトロンの2年間の参戦でのベストレースとなった。
メガトロン・ターボエンジンは1988年シーズン通算でワーウィックが17ポイントを挙げドライバーズランキング8位、チーバーは6ポイントで12位を獲得。アロウズにコンストラクターズ・ランキングでの過去最高成績となる4位（同点であることを考慮して5位としても最高位）をもたらした。
1989年以降はターボエンジンが禁止となったため、メガトロンは撤退した。メガトロンに代わって、アロウズは自然吸気のコスワース・DFR V8エンジンを搭載した。

## 課題点
ターボチャージャーの最大過給圧がレギュレーションでコントロールされることになったため、公平性のためFIAよりポップオフバルブが支給されることになったが、これが規定の過給圧以下で開いてしまうトラブルも頻発し、レース終了後タンク内に燃料がまだかなり残っていたこともあったという。このトラブルは過給圧に制限が加えられた1987年から存在し(当時は4バール規定であったが、中には3.2前後で開いてしまう粗悪なスプリングを使用したものもあった)、同じくターボを使用するホンダ・エンジンやフェラーリ・エンジンは対処策を講じていたが、メガトロン・エンジンは1988年9月のイタリアGP前後まで対処策を見出すことが出来なかった。これはメンテナンスすべてを担当したハイニ・マーダー・レーシングコンポーネンツと、自動車メーカーとのリソースの違いによる限界でもあった。

## 搭載マシン
- S4TCエンジン (1987年)[7]
  - アロウズ・A10
  - リジェ・JS29B
  - リジェ・JS29C
- L4Tエンジン (1988年)
  - アロウズ・A10B